# Голубой мир
«Голубой мир» (в некоторых переводах «Лазурный мир» или Синий мир; англ. The Blue World) — фантастический роман Джека Вэнса, изданный в 1966 году. Сюжет основан на вышедшей 2 годами ранее повести «The Kragen». Роман считается одним из лучших литературных произведений Вэнса, однако Станислав Лем отмечал, что автор допускает нелепые сюжетные ходы и «потчует нас огромным количеством невежества». «Голубой мир» номинировался на премию «Небьюла».

## Сюжет
Космический корабль землян терпит крушение и его команда оказывается на полностью покрытой водой планете. Земляне на листьях огромных зелёных растений, которые плавают в безграничном пространстве воды, построили собственную цивилизацию и общество. Однако не только человек правит на этой планете: под водой обитает «Король Кракен» — огромный разумный спрут. Преодолевая различного рода препятствия (в том числе невозможность использовать металл для создания оружия, ибо никаких рудных пород на планете не имеется) группе революционеров удаётся уничтожить Кракена.